# (5167) Joeharms
(5167) Joeharms es un asteroide perteneciente al cinturón de asteroides, descubierto el 11 de abril de 1985 por Carolyn Shoemaker y por su esposo que también era astrónomo Eugene Shoemaker desde el Observatorio del Monte Palomar, Estados Unidos.

## Designación y nombre
Designado provisionalmente como 1985 GU1. Fue nombrado Joeharms en honor al geólogo australiano John (Joe) Eric Harms, jefe de Broken Hill Pty, una compañía australiana de minerales y petróleo. Durante su exploración geológica, pionera en Australia Occidental, Harms descubrió y reconoció las estructuras de impacto de Spider, Goat Paddock y Teague Ring. En el transcurso de una carrera de 30 años en BHP, lideró el descubrimiento de depósitos importantes de mineral de hierro, níquel y zinc-plomo, que han contribuido de manera importante a la economía de Australia.

## Características orbitales
Joeharms está situado a una distancia media del Sol de 2,666 ua, pudiendo alejarse hasta 3,217 ua y acercarse hasta 2,115 ua. Su excentricidad es 0,206 y la inclinación orbital 14,99 grados. Emplea 1590,60 días en completar una órbita alrededor del Sol.

## Características físicas
La magnitud absoluta de Joeharms es 12,2. Tiene 17 km de diámetro y su albedo se estima en 0,072.